# Fatty som Piccolo
Fatty som Piccolo er en amerikansk stumfilm fra 1918 af Roscoe Arbuckle.

## Medvirkende
- Roscoe Fatty Arbuckle
- Buster Keaton
- Al St. John som Desk Clerk
- Alice Lake som Cutie Cuticle
- Joe Keaton